# Tom Welling
Thomas "Tom" Joseph Welling  (Putnam Valley, Nueva York, 29 de abril de 1977) es un actor, director, productor y exmodelo estadounidense. Es conocido por su papel de Clark Kent en el drama de superhéroes Smallville (2001-2011) de las cadenas The WB / The CW. También coprotagonizó la tercera temporada de la comedia dramática de fantasía del canal Fox Lucifer como el teniente Marcus Pierce/Cain (2017-2018).
Welling, atleta de secundaria, inicialmente trabajó en la construcción y, en 1998, modeló con éxito ropa masculina para varias marcas populares. En 2000, hizo una exitosa transición a la televisión. Ha sido nominado y recibido varios premios por su papel de Clark Kent. En 2001, tuvo un papel recurrente como Rob "Karate Rob" Meltzer en la segunda temporada del drama legal del canal CBS Judging Amy. Sus películas incluyen Cheaper by the Dozen (2003), Cheaper by the Dozen 2 (2005), The Fog (2005), Draft Day (2014) y The Choice (2016). Y fue elegido como Samuel Campbell en la serie de televisión The Winchesters (2022). También ha estado involucrado detrás de la cámara como productor ejecutivo y director.

## Biografía
Welling nació el 26 de abril de 1977, en la parte baja del valle de Hudson, Nueva York. Su familia se trasladó con frecuencia, haciendo paradas en Wisconsin, Delaware y Míchigan. Welling posee ascendencia alemana, húngara, polaca y británica. Welling asistió a la Okemos High School en Míchigan, donde comenzó a actuar en obras, pero luego cambió a los deportes. Welling jugó béisbol y fútbol, pero su deporte favorito es el baloncesto. Hijo de un ejecutivo retirado de General Motors 11 y un ama de casa, tiene dos hermanas mayores, Rebecca y Jamie. Su hermano menor, Mark Welling, también es actor.
El 5 de julio de 2002, Welling se casó con la modelo Jamie White en Martha's Vineyard en una ceremonia a la que asistieron sus amigos y coestrellas de Smallville Kristin Kreuk y Michael Rosenbaum. Welling y White residían en Vancouver, Columbia Británica, Canadá, pero volvieron a Los Ángeles en marzo de 2011. El 17 de octubre de 2013, White le pidió el divorcio a Welling, alegando «diferencias irreconciliables». El proceso de divorcio finalizó en noviembre de 2015.
En 2014, Welling comenzó a salir con la amazona y fundadora del Saddle Club, Jessica Rose Lee. En abril de 2018, anunciaron su compromiso. La pareja tuvo su primer hijo, un varón llamado Thomson Wylde, el 5 de enero de 2019. Se casaron el 30 de noviembre de 2019, en Sunstone Vineyards & Winery en San Ynez, California. En enero de 2021 anunciaron que estaban esperando su segundo hijo. Su hijo, Rocklin Von, nació en junio de 2021.
Welling juega al golf en su tiempo libre. Welling ha declarado en YM (magazine) que no le gustan las entrevistas. Dijo: «No quiero ser una celebridad en aras de ser una celebridad. Quiero trabajar y luego volver a casa y vivir en privado». A Welling tampoco le gusta el modelaje porque no le llena y no es un trabajo expresivo.

## Trayectoria profesional
Un cazatalentos lo descubrió cuando tenía 22 años, y le sugirió trabajar como modelo. Tras varios años de viajar a lo largo del mundo, Tom comenzó a interesarse por la actuación. Su primer trabajo importante fueron seis episodios en la serie Judging Amy (2001). A pesar de que su papel había sido planeado para tres episodios, lo extendieron a seis después de que Tom recibiera buenas críticas. También apareció en las series Special Unit 2 (Unidad especial 2, en español) y Undeclared con papeles más pequeños.
Obtuvo el papel de Clark Kent para la serie Smallville en una audición a nivel nacional con el objetivo de encontrar un talento 'fresco'. Se dice que Tom se negó dos veces a interpretar el papel antes de aceptar. Puso la condición de no usar el traje clásico de Superman, pues declaró que no le gustaba. Para la novena temporada de Smallville, Welling se desempeñó como coproductor ejecutivo. Regresó como Clark Kent para la décima y última temporada del programa en el otoño de 2010 y se convirtió en productor ejecutivo completo, como se acredita en un comunicado de prensa del 20 de mayo de 2010 de CW. Welling hizo su debut como director en 2006 con el episodio de Smallville "Fragile" (5.18).
En diciembre de 2003 interpretó al hijo mayor de Steve Martin en la película Cheaper By the Dozen (Doce en casa) junto a Hilary Duff, papel que repitió en 2005 en la secuela Cheaper By the Dozen 2. También en 2005, interpretó a Nick Castle en la adaptación de la cinta The Fog (Terror en la niebla).
Después de haber concluido con gran éxito la serie de Smallville en 2011; Tom decide estrenarse como productor ejecutivo en la serie Hellcats. La cual se estrenó con mucho auge de éxito, pero al final de cuentas fue cancelada luego de concluir su primera temporada en 2011 debido a su bajo índice de audiencia.
En 2013 participó en Parkland, producida por Tom Hanks. Welling encarna a Roy Kellerman, agente del servicio secreto del Presidente Kennedy.
En 2017, Welling fue elegido para coprotagonizar la tercera temporada del drama de comedia y fantasía de Fox Lucifer. Él interpreta a Marcus Pierce/Cain/Sinnerman, un teniente de policía en el recinto y el principal antagonista de la temporada que es el inmortal Caín.

## Filmografía
| Año  | Título                 | Papel                                         | Notas                                                           |
| ---- | ---------------------- | --------------------------------------------- | --------------------------------------------------------------- |
| 2003 | Cheaper By the Dozen   | Charlie Baker                                 | Nominado – Teen Choice Award Choice Movie: Revelación masculina |
| 2005 | The Fog                | Nicholas "Nick" Castle                        |                                                                 |
| 2005 | Cheaper By the Dozen 2 | Charlie Baker                                 |                                                                 |
| 2013 | Parkland               | (Roy Kellerman - Agente del servicio secreto) |                                                                 |
| 2014 | Draft Day              | Brian Drew                                    |                                                                 |
| 2016 | The Choice             | Dr. Ryan McCarthy                             | Basada en la novela homónima                                    |
| 2023 | Deep Six               | Terry                                         |                                                                 |

| Año       | Título          | Papel                                                              | Notas |
| --------- | --------------- | ------------------------------------------------------------------ | --- |
| 2001      | Judging Amy     | Rob Meltzer                                                        | Papel recurrente Episodio 2.09 "The Undertow" Episodio 2.10 "Adoption Day" Episodio 2.11 "The Claw Is Our Master" Episodio 2.15 "The Treachery of Compromise" Episodio 2.16 "Everybody Falls Down" Episodio 2.19 "Between the Wanting and the Getting" |
| 2001      | Special Unit 2  | Víctima masculina                                                  | Episodio 1.06 "The Depths" |
| 2001      | Undeclared      | Tom                                                                | Episodio 1.01 "Prototype" |
| 2001–2011 | Smallville      | Clark Kent Joven Kal-El Joven Jor-El Bizarro Clark Luthor/Ultraman | Reparto principal 217 Episodios Teen Choice Award for Choice TV Actor Action (2009) Teen Choice Award for Choice TV: Male Breakout Stars(2002) Nominado – Teen Choice Award for Choice TV Actor Fantasy/Sci-Fi (2010-2011) Nominado – Scream Awards por Mejor Superhéroe (2010-2011) Nominado – Teen Choice Award for Choice TV Actor Action (2003-2008) Nominado – Teen Choice Award for Choice TV: Chemistry (shared w/Kristin Kreuk) (2006) Nominado – Saturn Award por Mejor Actor en Televisión (2002-2006) Nominado – Teen Choice Award for Choice TV Actor Drama (2002, 2005) |
| 2015      | Man Fire Food   | Él mismo                                                           | Episodio: "Backyard Blowouts" |
| 2017      | Lucifer         | Marcus Pierce                                                      | Lucifer es una serie de televisión estadounidense que se estrenó el 25 de enero de 2016 a través de la cadena Fox. |
| 2019      | Batwoman        | Clark Kent / Kal-El                                                | 1 episodio |
| 2020      | Professionals   | Vincent Corbo                                                      | 10 episodios |
| 2022      | The Winchesters | Samuel Campbell                                                    | 3 episodios |

| Año       | Título        | Notas |
| --------- | ------------- | --- |
| 2006–2011 | Smallville    | Director Episodio 5.18 "Fragile" Episodio 6.10 "Hydro" Episodio 7.18 "Apocalypse" Episodio 8.21 "Injustice" Episodio 9.11 "Absolute Justice" Episodio 10.09 "Patriot" Episodio 10.18 "Booster" |
| 2009–2010 | Smallville    | Coproductor ejecutivo 22 episodios Smallville (Temporada 9) |
| 2010–2011 | Smallville    | Productor ejecutivo 22 episodios Smallville (Temporada 10) |
| 2010–2011 | Hellcats      | Productor Ejecutivo 18 episodios (Temporada 1) |
| 2014      | Blanco County | Productor ejecutivo |
| 2020      | Professionals | Productor ejecutivo 10 episodios |

| Año  | Título            | Artista    | Rol                    |
| ---- | ----------------- | ---------- | ---------------------- |
| 2000 | "Picture Perfect" | Angela Via | Interés amoroso de Vía |